# Enregistreur de conversations téléphoniques

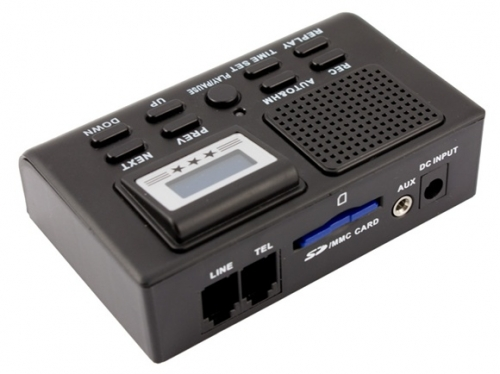
Enregistreur à cassette audio.

Un enregistreur de conversations téléphoniques est un appareil qui se place sur la ligne téléphonique analogique filaire fixe afin d'enregistrer toutes les conversations téléphoniques sur le disque dur de l'ordinateur, une carte mémoire ou une cassette audio.